# Limenitis abylina
Limenitis abylina är en fjärilsart som beskrevs av Hans Fruhstorfer 1915. Limenitis abylina ingår i släktet Limenitis och familjen praktfjärilar. Inga underarter finns listade i Catalogue of Life.